# Ꚃ (буква старого абхазского алфавита)
Ꚃ, ꚃ (в Юникоде называется дзвэ) — буква расширенной кириллицы, использовавшаяся в абхазском языке. Соответствует нынешнему диграфу Ӡә ӡә, обозначающему звонкую альвео-палатальную аффрикату /d͡ʑʷ/.

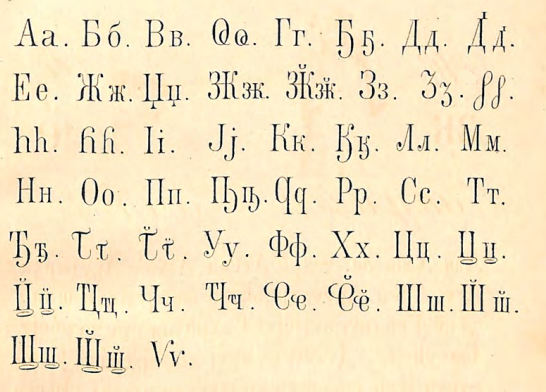
Абхазский алфавит Мачавариани и Гулиа 1892 года